# Paws
Paws, Inc. je americká společnost a komiksové studio, které bylo založeno v roce 1981 Jimem Davisem. Společnost sídlí v Muncie ve státě Indiana v USA. Zabývá se tvorbou komiksu Garfield a v roce 2015 v ní pracovalo přibližně 50 výtvarníků. 
V srpnu 2019 ji odkoupila společnost Viacom, která se později spojila s CBS, později byla společnost ViacomCBS přejmenována na Paramount Global. Všechna práva na značky přešly na společnost Nickelodeon, mimo filmy, které vznikly ve spolupráci s 20th Century Studios a Sony Pictures.